# Polygala wilmsii
Polygala wilmsii är en jungfrulinsväxtart som beskrevs av Chod.. Polygala wilmsii ingår i släktet jungfrulinssläktet, och familjen jungfrulinsväxter. Inga underarter finns listade i Catalogue of Life.